# Psoun Merriamův
Psoun Merriamův (Cynomys mexicanus, též psoun mexický) je jedním z pěti druhů psounů. Jedná se o denního hrabavého hlodavce původem z Mexika. Byl označován za zemědělského škůdce, což zapříčinilo jeho ohrožení; dnes je nejohroženějším druhem psouna.

## Popis
Páření trvá obvykle od ledna do dubna. Po jednom měsíci březosti porodí samice přibližně čtyři bezsrstá mláďata. Odstavení nastává během přelomu května a začátkem června. Jak rostou, začínají starší jedinci hrát bojové hry, které zahrnují syčení a vzájemné kousání. Pohlavní dospělosti dosahují po jednom roce, dožívají se 3–5 let. Dospělí jedinci váží kolem 1 kg, samci jsou větší než samice. Jejich zbarvení je žlutavé, s tmavšíma ušima a se světlejším břichem. Dokáží uběhnout až 35 mil za hodinu (55 km/h).